# Toulavý Engelbert
Toulavý Engelbert je filmový muzikál režiséra Juraje Herze o středověkém dobyvateli ženských srdcí. Příběh se odehrává v 11. či 12. století, hlavním hrdinou je potulný trubadúr Engelbert, který na svých cestách světem prožívá mnohá milostná dobrodružství a orientuje se v nich i po letech podle vůně vlasů žen, které kdy miloval. Když se dostane na hradní slavnost, aby tu zpíval své písně a také se najedl, napil, a snad i prožil nějaké nové dobrodružství, všechno se díky jeho podnikavým schopnostem velice zkomplikuje. Hudba samotná má s obdobím hlubokého středověku jen málo společného. Je charakteristická pro období konce 60. let 20. stol., kdy se začaly objevovat přepisy starých renesančních partitur.

## Obsazení
| Josef Laufer      | toulavý trubadúr Engelbert                               |
| Jitka Molavcová   | Marie, nevěsta hradního pána Madlenka, děvečka z kuchyně |
| Miloš Kopecký     | hradní pán                                               |
| Josef Dvořák      | klíčník Jonatán                                          |
| Václav Štekl      | žebravý mnich                                            |
| Petr Čepek        | šašek                                                    |
| Jiří Lír          | halapartník                                              |
| Vítězslav Černý   | halapartník                                              |
| Věra Křesadlová   | cikánka hádající z ruky                                  |
| Eva Brožková      |                                                          |
| Petra Janů        | žena na svatební hostině                                 |
| Petr Novák        | host na svatební hostině                                 |
| Jiří Novotný      | kejklíř                                                  |
| Vlasta Kahovcová  | žena s vlasy, které „mámí bludné bakaláře“               |
| Zuzana Talpová    | žena v černém                                            |
| Blažena Kramešová |                                                          |
| Viktor Očásek     | stařec na svatební hostině                               |
| Jaromír Schneider |                                                          |
| Bořivoj Procházka | host na svatební hostině                                 |
| Michal Herz       | kluk v hradní kuchyni                                    |